# Dendroleon angulineurus
Dendroleon angulineurus är en insektsart som beskrevs av C.-k. Yang 1987. Dendroleon angulineurus ingår i släktet Dendroleon och familjen myrlejonsländor. Inga underarter finns listade i Catalogue of Life.